# Charro Avitia
Francisco Avitia Tapia (Pilar de los Conchos, hoy Valle de Zaragoza, Chihuahua, 13 de mayo de 1915-Ciudad de México, 29 de junio de 1995), conocido como Charro Avitia, fue un cantante y actor mexicano. Dentro de la música, se especializó en los géneros de ranchera y corrido. Entre sus canciones más exitosas se incluyen; «Los Camperos», «Máquina 501», «La Cárcel de Cananea», «El Aguijón», y «El muchacho alegre». En películas, se le conoce por haber intervenido en cintas como Primero soy mexicano (1950) y El zurdo (1965).

## Biografía y carrera
Sus padres fueron Pedro Avitia y Francisca Tapia Efrén. A la edad de seis años se trasladó con su familia a vivir a Ciudad Juárez. Durante su adolescencia cantó en bares y centros nocturnos, y vivió por el rumbo del Arroyo Colorado. Ahí en esa ciudad fronteriza durante su adolescencia recorrió guitarra en mano, cantinas y centros nocturnos de la Avenida Juárez y la calle Mariscal, cobraba cinco centavos por pieza, incluso como estaban de moda los tangos, él los interpretaba y entre los temas más pedidos en su repertorio destacan canciones como: "El Pájaro Prieto", "El Buque de más Potencia" y "La Indita mía". Para 1930 había adquirido cierta popularidad, de esta manera fundó el Sindicato de Cancioneros de Chihuahua. En 1934 se dio a conocer a través de las emisiones de la radio local XEWG-AM. Viajó a la Ciudad de México y en su estadía conoció al maestro José Pierson, quien tenía una academia de música, a la que acudieron Dolores del Río, Pedro Vargas, Jorge Negrete, José Mojica y el doctor Alfonso Ortiz Tirado. Pedro de Lille le puso el mote de El Charro por su peculiar estilo de canto ranchero, y con su ayuda comenzó a despuntar su carrera como cantante, llegando a alternar con Luis Aguilar, Pedro Infante y Jorge Negrete.
En 1946 apoyó la candidatura de Miguel Alemán Valdés, quien en agradecimiento lo recomendó con Emilio Azcárraga Vidaurreta. Posteriormente y bajo la dirección de Joaquín Pardavé, y compartiendo créditos con el mismo Pardavé, Luis Aguilar y Flor Silvestre, debutó en la película Primero soy mexicano, en 1950. En 1953 contrajo matrimonio con María Teresa Sáez. Grabó casi treinta discos con los sellos RCA Víctor y Discos Orfeón y participó en más de veinte películas. Durante más de cincuenta años de trayectoria artística se presentó en varios programas de televisión, apareciendo constantemente en Telesistema Mexicano y posteriormente en Televisa. 
A lo largo de su carrera fue galardonado con las medallas Virginia Fábregas y Eduardo Arozamena, brindadas por la Asociación Nacional de Actores, por sus 25 y 50 años de carrera artística, respectivamente.

### Muerte
El 29 de junio de 1995, Avitia falleció en Ciudad de México a los 80 años de edad, a causa de un paro cardíaco. Su cuerpo fue enterrado en la parcela de la Asociación Nacional de Actores (ANDA) del Panteón Jardín, ubicado en la misma ciudad.

## Filmografía selecta
- Primero soy mexicano, con Joaquín Pardavé, Luis Aguilar y Flor Silvestre, en 1950.
- El tigre enmascarado,  con Luis Aguilar, Flor Silvestre y Aurora Segura, en 1951.
- El lunar de la familia, con Luis Aguilar, Antonio Badú y Sara García, en 1953.
- La venganza del diablo, con Fernando Casanova y Guillermina Téllez Girón, en 1955.
- Sed de amor, con Pedro Armendáriz, Ana Luisa Peluffo y Víctor Junco, en 1959.
- El zurdo, con Rodolfo de Anda, Irma Serrano y Andrés Soler, en 1965.

## Premios y distinciones
- Premio Hollywood, por la ciudad de Los Ángeles en California.
- Medalla “Virginia Fábregas”  por la Asociación Nacional de Actores (ANDA) en reconocimiento a sus veinticinco años de trayectoria artística.
- Medalla “Eduardo Arozamena”, otorgada por la Asociación Nacional de Actores en reconocimiento a sus cincuenta años de trayectoria artística.[2]